# Championnat du Mexique de football 1955-1956
Navigation
Saison précédente Saison suivante
La Primera División 1955-1956 est la treizième édition de la première division mexicaine.
Lors de ce tournoi, le Zacatepec a tenté de conserver son titre de champion du Mexique face aux treize meilleurs clubs mexicains.
Chacun des quatorze clubs participant au championnat était confronté deux fois aux treize autres.

## Les 14 clubs participants
| \| Mexico: Club América CF Atlante Club Necaxa Guadalajara: CF Atlas Chivas de Guadalajara Oro de Jalisco Club Deportivo Zamora CF Puebla CF Tampico \ Club Deportivo Cuautla / Zacatepec Deportivo Toluca FC FC León —— Mexico Guadalajara Deportivo Irapuato \| Localisation des clubs engagés dans le championnat. |
| Mexico: Club América CF Atlante Club Necaxa Guadalajara: CF Atlas Chivas de Guadalajara Oro de Jalisco Club Deportivo Zamora CF Puebla CF Tampico \ Club Deportivo Cuautla / Zacatepec Deportivo Toluca FC FC León —— Mexico Guadalajara Deportivo Irapuato                                                           |

| Club                        | Stade                          | Capacité          | Ville                |
| Club América                | Stade Ciudad de los deportes   | 35 161            | Mexico               |
| CF Atlante                  | Stade inconnu                  | Capacité inconnue | Mexico               |
| CF Atlas                    | Stade Felipe Martínez Sandoval | 10 000            | Guadalajara          |
| Club Deportivo Cuautla (en) | Stade Isidro Gil Tapia         | 3 200             | Cuautla              |
| Chivas de Guadalajara       | Stade Felipe Martínez Sandoval | 10 000            | Guadalajara          |
| Deportivo Irapuato          | Stade inconnu                  | Capacité inconnue | Irapuato             |
| Oro de Jalisco              | Stade Felipe Martínez Sandoval | 10 000            | Guadalajara          |
| FC León                     | Stade inconnu                  | Capacité inconnue | León                 |
| Club Necaxa                 | Parque Oblatos                 | Capacité inconnue | Mexico               |
| CF Puebla                   | Stade inconnu                  | Capacité inconnue | Puebla               |
| CF Tampico                  | Stade inconnu                  | Capacité inconnue | Tampico              |
| Club Toluca                 | Stade Nemesio Díez             | 27 000            | Toluca               |
| Zacatepec                   | Stade Coruco Díaz              | 16 000            | Zacatepec de Hidalgo |
| Club Deportivo Zamora (en)  | Stade Moctezuma                | Capacité inconnue | Zamora               |

## Compétition
Les quatorze équipes s'affrontent à deux reprises selon un calendrier tiré aléatoirement.
Le classement est établi sur l'ancien barème de points (victoire à 2 points, match nul à 1, défaite à 0).
Le départage final se fait selon les critères suivants si le titre ou la relégation sont en jeu :
- Le nombre de points.
- Un match de départage.

Sinon le départage final se fait selon les critères suivants :
- Le nombre de points.
- La différence de buts générale.
- La différence de buts particulière.
- Le nombre de buts marqué à l'extérieur.
- Le tirage au sort.

### Classement
| Rang | Équipe                          | Pts | J  | G  | N  | P  | Bp | Bc | Diff |
| ---- | ------------------------------- | --- | -- | -- | -- | -- | -- | -- | ---- |
| 1    | FC León                         | 37  | 26 | 15 | 7  | 4  | 50 | 24 | +26  |
| 2    | Oro de Jalisco                  | 37  | 26 | 17 | 3  | 6  | 49 | 32 | +17  |
| 3    | CF Atlante                      | 32  | 26 | 13 | 6  | 7  | 53 | 37 | +16  |
| 4    | Club Toluca (C)                 | 31  | 26 | 11 | 9  | 6  | 49 | 31 | +18  |
| 5    | Club Necaxa                     | 31  | 26 | 12 | 7  | 7  | 44 | 35 | +9   |
| 6    | CF Tampico                      | 31  | 26 | 12 | 7  | 7  | 39 | 32 | +7   |
| 7    | Zacatepec (T)                   | 27  | 26 | 11 | 5  | 10 | 40 | 36 | +4   |
| 8    | Club América                    | 24  | 26 | 10 | 4  | 12 | 51 | 47 | +4   |
| 9    | Deportivo Irapuato              | 22  | 26 | 8  | 6  | 12 | 35 | 43 | -8   |
| 10   | Chivas de Guadalajara           | 21  | 26 | 5  | 11 | 10 | 33 | 35 | -2   |
| 11   | Club Deportivo Cuautla (en) (P) | 21  | 26 | 6  | 9  | 11 | 28 | 46 | -18  |
| 12   | CF Atlas (P)                    | 20  | 26 | 8  | 4  | 14 | 41 | 54 | -13  |
| 13   | CF Puebla                       | 16  | 26 | 6  | 4  | 16 | 33 | 64 | -31  |
| 14   | Club Deportivo Zamora (en) (P)  | 14  | 26 | 2  | 10 | 14 | 23 | 51 | -28  |

| Légende : Qualifications et relégations | Légende : Qualifications et relégations                                                              |
| --------------------------------------- | --- |
|                                         | Relégué en Primera División A                                                                        |
|                                         | (T) : Tenant du titre (C) : Vainqueur de la Copa México 1955-1956 (P) : Promu de la saison 1954-1955 |

Match de départage pour le titre
FC León 4-2 Oro de Jalisco

## Bilan du tournoi
| Tableau d'Honneur    |             |
| Compétition          | Vainqueur   |
| Primera División     | FC León     |
| Copa México          | Club Toluca |
| Campeón de Campeones | FC León     |

| Promotions et relégations     |                                      |
| Relégué en Primera División A | CF Puebla Club Deportivo Zamora (en) |
| Promu de Primera División A   | CF Monterrey                         |